# Liste der Kapellen im Landkreis Lörrach
Die Liste der Kapellen im Landkreis Lörrach gibt einen Überblick über die Kapellen im Landkreis Lörrach in Baden-Württemberg. Die Liste enthält die noch existierenden Kapellen (ohne Friedhofskapellen und ohne Hauskapellen), die in dem grundlegenden Werk von Johannes Helm aufgeführt sind. Einen Überblick über die Kirchen im Landkreis gibt die Liste der Kirchengebäude im Landkreis Lörrach. Dort sind auch die Filialkirchen aufgeführt,  die sich oft nur kirchenrechtlich von Kapellen unterscheiden. So ist z. B. die Filialkirche in Tunau äußerlich nicht von größeren Kapellen zu unterscheiden.
Kapellen gibt es typischerweise in ehemals katholisch dominierten Ortschaften. Da große Teile des Landkreises zur früheren Markgrafschaft Baden-Durlach gehörten, die 1556 eine lutherische Kirchenordnung einführte, sind sie hier seltener als in anderen Gegenden.

## Liste
| Gemeinde            | Ort               | Bezeichnung                                                               | Anmerkungen | Lage | Bild |
| ------------------- | ----------------- | ------------------------------------------------------------------------- | --- | ---- | ---- |
| Aitern              | Rollsbach         | Filialkapelle St. Marien                                                  | Erbaut 1951/52 als Dank für die Verschonung des Dorfes vor Zerstörung. | Lage |      |
| Bad Bellingen       | Bamlach           | Kapelle “Maria Hügel”                                                     | 1945 zerstörter Altbau von 1866 wurde 1952 durch Neubau ersetzt | Lage |      |
| Bad Bellingen       | Rheinweiler       | St.-Nikolaus-Kapelle                                                      | | Lage |      |
| Efringen-Kirchen    | Huttingen         | Sakristei-Kapelle                                                         | Sakristei der 1914 gesprengten St.-Nikolaus-Kapelle in Huttingen, die 1914 dann als Andachtsraum eingerichtet wurde.                                                                             | Lage |      |
| Efringen-Kirchen    | Istein            | St.-Veits-Kapelle im Isteiner Klotzen                                     | | Lage |      |
| Fröhnd              | Vorder-Holz       | St.-Marien-Kapelle                                                        | Ursprünglich 1714 errichtet – Neubau von 1953 | Lage |      |
| Fröhnd              | Ittenschwand      | St.-Blasius-Kapelle                                                       | Vorgängerbau bereits vor 1583 abgegangen. 1697 neu gestiftet. 1767 nächster Neubau. Renovierungen Ende 19. Jh. und 1980/81                                                                       | Lage |      |
| Häg-Ehrsberg        | Ehrsberg          | St. Wendelins- (und St.-Antonius-)Kapelle                                 | | Lage |      |
| Häg-Ehrsberg        | Happach-Forsthof  | Kapelle "Maria-Hilf"                                                      | Vorgängerbau existierte schon 1694. Neubau aus dem 19. Jahrhundert. | Lage |      |
| Kleines Wiesental   | Raich-Ried        | Kapelle Ried                                                              | 1989–1992 nach Plänen von Hans Rudolf Güdemann erbaut. | Lage |      |
| Rheinfelden (Baden) | Degerfelden       | St.-Ubald-(St.-Theobaldus-)Kapelle                                        | | Lage |      |
| Rheinfelden (Baden) | Niedereichsel     | St.-Marien-Kapelle                                                        | | Lage |      |
| Rheinfelden (Baden) | Herten            | Kapelle "Maria Schnee"                                                    | | Lage |      |
| Rheinfelden (Baden) | Nordschwaben      | St.-Mauritius-Kapelle                                                     | | Lage |      |
| Rheinfelden (Baden) | Warmbach          | Heilig-Kreuz-Kapelle                                                      | direkt vor dem Haupteingang zur katholischen Pfarrkirche St. Gallus 1850 angebaut | Lage |      |
| Schliengen          | Mauchen           | St.-Nikolaus-Kapelle                                                      | | Lage |      |
| Schliengen          | Schliengen        | Loret(t)okapelle                                                          | | Lage |      |
| Schliengen          | Schliengen        | (Heilig-Kreuz-?)Kapelle (Gedenkstätte)                                    | Die 1752 erbaute Kapelle wurde 1959 zu einer Gedächtnisstätte für die Opfer beider Weltkriege umgestaltet.                                                                                       | Lage |      |
| Schönau             | Schönenbuchen     | Wallfahrtskapelle St. Maria und St. Peter und Paul                        | | Lage |      |
| Schönenberg         | Schönenberg       | St.-Antonius-Kapelle                                                      | | Lage |      |
| Schopfheim          | Wiechs            | Evangelische Kapelle                                                      | | Lage |      |
| Schwörstadt         | Niederdossenbach  | St.-Marien-(Rosenkranz-)Kapelle                                           | erbaut 1887; die Glocke wurde 1771 von Leonhard Rosenlächer gegossen | Lage |      |
| Schwörstadt         | Niederschwörstadt | St.-Antonius-Kapelle                                                      | | Lage |      |
| Schwörstadt         | Niederschwörstadt | St.-Marien- oder Muttergottes-Kapelle                                     | heutige Kapelle etwas oberhalb einer Kapelle von 1760 um 1891 erbaut und 1973 renoviert. | Lage |      |
| Todtnau             | Brandenberg       | Filialkapelle St. Wendelin                                                | | Lage |      |
| Todtnau             | Herrenschwand     | St.-Jakobus-Kapelle                                                       | erbaut vor 1808; 1846 vergrößert und 1898 renoviert. Umgestaltung nach dem Zweiten Weltkrieg. | Lage |      |
| Todtnau             | Präg              | Muttergottes-Kapelle                                                      | Erbaut 1951/52 | Lage |      |
| Todtnau             | Schlechtnau       | St.-Marien-Kapelle                                                        | ehemalige Kapelle; seit 1972/73 keine gottesdienstliche Nutzung; steht unter Denkmalschutz | Lage |      |
| Todtnau             | Todtnauberg       | Muttergottes-Kapelle (Fatima-Kapelle)                                     | erbaut 1948/49 auf der Berger Höhe | Lage |      |
| Utzenfeld           | Utzenfeld         | St.-Apollonia-Kapelle                                                     | | Lage |      |
| Zell im Wiesental   | Mambach           | Wallfahrtskapelle ‘Maria Frieden’                                         | 1945 erfolgte der erste Spatenstich; Einweihung 1946 (Mambach (Zell im Wiesental)#Bergkapelle Maria Frieden)                                                                                     | Lage |      |
| Zell im Wiesental   | Mambach           | St.-Antoniuskapelle                                                       | | Lage |      |
| Zell im Wiesental   | Zell im Wiesental | Kalvarienberg-Kapelle oder Kapelle bei den Sieben Fußfällen am Möhrenberg | 1765 wird von einer Kapelle bei den „Sieben Fußfällen“ berichtet, die 1815 am Platz der heutigen Kalvarienberg-Kapelle verortet wird. Der heutige Bau wurde 1889 in neugotischem Stil errichtet. | Lage |      |